# Скотт (округ, Миссури)
Округ Скотт (англ. Scott County) — округ штата Миссури, США. Население округа на 2009 год составляло 40 855 человек. Административный центр округа — город Бентон.

## История
Округ Скотт основан в 1822 году.

## География
Округ занимает площадь 1090.4 км2.

## Демография
Согласно оценке Бюро переписи населения США, в округе Скотт в 2009 году проживало 40 855 человек. Плотность населения составляла 37.5 человек на квадратный километр.